# Imoh Ezekiel
Imoh Ezekiel (Lagos, 24 oktober 1993) is een Nigeriaanse voetballer die doorgaans als aanvaller speelt. Ezekiel debuteerde in 2014 in het Nigeriaans voetbalelftal.

## Carrière

### Jeugd
Ezekiel speelde in zijn geboorteland als aanvaller bij toenmalig tweedeklasser 36 Lion FC. Daar werd hij opgemerkt door Standard Luik. Ezekiel mocht op proef komen bij 'de Rouches' en kreeg er in januari 2012 een contract. Hij kon ook rekenen op de interesse van onder meer Saint-Etienne, Tottenham Hotspur, Genoa et Fiorentina. Eerder was hij al doorgestuurd bij Club Brugge.

### Standard Luik
Aanvankelijk werd gedacht dat Ezekiel bij de beloften zou spelen, maar op 19 februari 2012 maakte hij zijn debuut op het hoogste niveau. Ezekiel mocht toen in een uitwedstrijd tegen Zulte Waregem na 85 minuten invallen voor William Vainqueur. Zijn eerste doelpunt in België scoorde hij tegen Racing Genk, in een met 2-3 verloren thuismatch in Play-Off I. In het seizoen 2012/13 werd hij een vaste waarde bij de Rouches en met zestien competitiedoelpunten clubtopscorer. Ezekiel verlengde in januari 2013 zijn contract bij Standard Luik en deed dat op op 1 juli 2013 nog eens, tot medio 2017. Op 28 februari 2013 werd hij genomineerd voor de Ebbenhouten Schoen. Ezekiel scoorde op 11 augustus 2013 na tien seconden tegen Genk, het snelste doelpunt ooit in de Belgische competitie.

## Clubstatistieken[5]
| Seizoen | Club             | Land             | Competitie         | Competitie | Competitie | Beker | Beker | Internationaal | Internationaal | Totaal | Totaal |
| Seizoen | Club             | Land             | Competitie         | Wed.       | Dlp.       | Wed.  | Dlp.  | Wed.           | Dlp.           | Wed.   | Dlp.   |
| ------- | ---------------- | ---------------- | ------------------ | ---------- | ---------- | ----- | ----- | -------------- | -------------- | ------ | ------ |
| 2011/12 | Standard Luik    | Vlag van België  | Jupiler Pro League | 7          | 1          | 0     | 0     | 0              | 0              | 7      | 1      |
| 2012/13 | Standard Luik    | Vlag van België  | Jupiler Pro League | 33         | 16         | 1     | 0     | —              | —              | 34     | 16     |
| 2013/14 | Standard Luik    | Vlag van België  | Jupiler Pro League | 39         | 12         | 2     | 1     | 7              | 2              | 48     | 15     |
| 2014/15 | Standard Luik    | Vlag van België  | Jupiler Pro League | 1          | 0          | 0     | 0     | 1              | 0              | 2      | 0      |
| 2014/15 | Al-Arabi         | Vlag van Qatar   | Qatari League      | 14         | 6          | 0     | 0     | —              | —              | 14     | 6      |
| 2014/15 | → Standard Luik  | Vlag van België  | Jupiler Pro League | 13         | 6          | 0     | 0     | 0              | 0              | 13     | 6      |
| 2015/16 | → RSC Anderlecht | Vlag van België  | Jupiler Pro League | 20         | 1          | 2     | 1     | 3              | 1              | 24     | 3      |
| 2016/17 | Al-Arabi         | Vlag van Qatar   | Qatari League      | 24         | 8          | 0     | 0     | —              | —              | 24     | 8      |
| 2017/18 | Konyaspor        | Vlag van Turkije | Süper Lig          | 9          | 0          | 0     | 0     | 3              | 0              | 12     | 0      |
| 2017/18 | Las Palmas       | Vlag van Spanje  | Primera División   | 10         | 0          | 0     | 0     | —              | —              | 10     | 0      |
| 2018/19 | KV Kortrijk      | Vlag van België  | Jupiler Pro League | 19         | 1          | 1     | 0     | —              | —              | 20     | 1      |
| Totaal  | Totaal           | Totaal           | Totaal             | 189        | 51         | 6     | 2     | 14             | 3              | 209    | 56     |